# Highspeed Etoile
Highspeed Etoile (ハイスピード・エトワール?) es una serie de anime original japonesa animada por Studio A-Cat, dirigida por Keitaro Motonaga y escrita por Takamitsu Kōno. La serie presenta diseños de personajes originales de Takuya Fujima e incluye colaboraciones con el Campeonato de Super Fórmula Japonesa, el e-Prix de Tokio de Fórmula E y el Gran Premio de Japón de Fórmula 1. La serie se emitió de abril a junio de 2024. Se ha anunciado un nuevo proyecto de anime.

## Sinopsis
En un futuro cercano, la última tecnología permitirá que los vehículos puedan viajar a 500 km/h (aproximadamente 310 mph) de forma segura. Nace un evento de carreras de próxima generación llamado NEX Race, que cambia el mundo de las carreras y NEX Racing cuenta con soporte de control de IA y un mecanismo "Revol Burst". Una recién llegada llamada Rin Rindō hará su debut en NEX Race y revolucionará aún más el deporte. Rin una vez soñó con convertirse en bailarina de ballet, pero tuvo que renunciar a ese sueño debido a una lesión. Luego, se convirtió en una nini y una gamer que vivía en la casa de su abuela. Pero un día, de repente, se ve lanzada al mundo de las carreras de automovilismo.

## Personajes
Rin Rindō (輪堂 凜 Rindō Rin?)
 Seiyū: Fūka Izumi
Kanata Asakawa (浅河 カナタ Asakawa Kanata?)
 Seiyū: Yoko Hikasa
Towa Komachi (小町 永遠 Komachi Towa?)
 Seiyū: Shiori Izawa
Sofia Bryant Tokitō (ソフィア・ブライアント・時任 Sofia Buraianto Tokito?)
 Seiyū: Yui Horie
Liu Youran (劉 悠然 Ryū Yōran?)
 Seiyū: Ayaka Suwa
Alice Summerwood (アリス・ サマーウッド Arisu Samāuddo?)
 Seiyū: Nana Mizuki
Richard Parker (リチャード・パーカー Richādo Pākā?)
 Seiyū: Kenichirō Matsuda
Lorenzo M. Salvatore (ロレンツォ・M・サルヴァトーレ Rorentsuo M. Saruvuatōre?)
 Seiyū: Kōsuke Toriumi
Hikari Hinata (日向 光莉 Hinata Hikari?)
 Seiyū: Yurie Funato
Akari Kuzuryū (九頭竜 明莉 Kuzuryū Akari?)
 Seiyū: Shu Uchida
Ami
 Seiyū: Yukari Tamura
Chitose Kagura
 Seiyū: Marina Inoue
Genjirō Hinata
 Seiyū: Tsuyoshi Koyama
Narrador
 Seiyū: Tōru Furuya

## Media

### Manga
Una serie de manga derivada ilustrada por Chiaki Misono en cooperación con el Circuito de Suzuka, titulada Highspeed Etoile: L'Entrée de Towa et Kanata, comenzó a serializarse en el sitio web Manga Cross de Akita Shoten el 23 de octubre de 2023.
| Volúmenes de manga publicados | Volúmenes de manga publicados | Volúmenes de manga publicados |
| Número                        | Fecha de lanzamiento          | ISBN                          |
| ----------------------------- | ----------------------------- | ----------------------------- |
| 1                             | 18 de abril de 2024           | ISBN 978-4-253-32075-7        |

### Anime
La serie de televisión de anime original se anunció el 15 de julio de 2022, con Takuya Fujima como diseñador de personajes original. Está animado por Studio A-Cat, dirigido por Keitaro Motonaga y escrito por Takamitsu Kōno, con First Call Music componiendo la música y Yasunori Ebina como director de sonido. La serie se estrenará el 6 de abril de 2024 en el bloque de programación Animeism de MBS, TBS y BS-TBS. El tema de apertura es "ADRENALIZED" interpretado por Nana Mizuki, mientras que el tema final es "Fanfare" interpretado por Scandal. Crunchyroll obtuvo la licencia de la serie en América del Norte, América Latina, Oceanía y territorios seleccionados de Asia y Europa. Medialink obtuvo la licencia de la serie en Asia-Pacífico (excepto Australia y Nueva Zelanda) y la transmite en el canal de YouTube Ani-One Asia.
El 25 de noviembre de 2024, Takuya Fujima reveló que un nuevo proyecto de anime para Highspeed Etoile está en producción.